# 香港2013年3月
- 3月1日：
  - 大角咀肢解父母案
  - 永旺（香港）百貨有限公司旗下的多家百貨公司、綜合百貨超市、食品超市、便利店等將悉數跟隨母公司由JUSCO（吉之島）更名為AEON[1][2][3]。
- 3月3日：長者及合資格殘疾人士公共交通票價優惠計劃第三階段實施，涵蓋新大嶼山巴士及渡輪，以及原有的港鐵及4間專營巴士公司。
- 3月4日：粉嶺龍躍頭祠堂村燒炭案。
- 3月10日：沙田區議會補選舉行。
- 3月12日：數名外籍人士在赤柱大潭郊野公園紫羅蘭山山頭發現共7枚戰時炸彈，其中1枚為美軍「M66」型炮彈，長67.8吋、直徑23吋，重2000磅，另6枚相信為日軍遺下的日製手榴彈[4][5]。
- 3月15日：大角咀肢解父母案
- 3月16日：元朗橫台山一名18歲的中菲混血兒，與朋友半夜殺死雙親。
- 3月17日：
  - 大坑道58號勒斃男子案。
  - 君臨天下自殺及謀殺案。
  - 九巴全面加價4.9%。。
- 3月19日：葵芳邨葵泰樓24樓燒炭雙屍案。
- 3月25日：沙田科學園一擴建地盤發生塌地台意外，工人在二樓地台落石屎期間，部份地台突然坍塌，5名工人連同鋼筋石屎及金屬棚架跌落一樓受傷，其中一人情況危殆，消防員出動坍塌搜救隊及拯救犬到場搜索，證實無人被壓石屎下。[6]
- 3月25日：外傭居港權爭議中，終審法院5名法官一致裁定外傭爭取居港權敗訴。判詞指出，外傭在港居留的性質極具限制性，合約限制他們只能服務指定的僱主，並不得從事其他工作，且外傭來港前已經知悉其目的並非以香港為定居地，因此並不符合《基本法》第24(2)(4)條的「通常居住」定義的解釋，《入境條例》沒有違憲。同時，法院的判決亦拒絕了政府的提請人大釋法請求。
- 3月28日：和黃集團旗下香港國際貨櫃碼頭（HIT）爆發嚴重工潮，碼頭外判工不滿15年來工資有減無增，做足24小時只得1,300元，較97年的1,480元還要低一成三，而且工作環境及條件惡劣。百多名外判工衝擊碼頭抗議，要求加薪兩成，其間與保安員發生激烈衝突，五名保安員受傷，示威人士堵塞通道，越夜越多人加入聲援。
- 3月30日：一輛九巴駛入沙田新城市廣場1期地面巴士總站時，撞上候車處及通往商場的扶手電梯，42歲巴士司機頭部及手部受傷，77歲男途人則前額被玻璃碎片割傷，兩人清醒被送沙田威爾斯醫院，途人治理後無大礙，司機則情况嚴重。扶手電梯及巴士車頭則損毀嚴重。[7]
- 3月31日：晚上約7時，元朗唐人新村一間鐵皮屋發生四級大火。[8]